# Route nationale 28 (Vietnam)
Pour les articles homonymes, voir Route nationale 28.
La route nationale 28 (vietnamien : Quốc lộ 28) est une route nationale au Viêt Nam,.

## Parcours
Longue de 312 km, la route nationale 28 part de l'intersection avec la route nationale 1 qui traverse la ville de Phan Thiet dans la province de Binh Thuan.
Elle va jusqu'à la ville d'Ea T'ling, district de Cư Jút, province de Dak Nong.
La route nationale 28 traverse les villes de Phan Thiet, Ma Lam (district de Hàm Thuận Bắc), Di Linh (district de Di Linh, province de Lâm Đồng), Quảng Khê (district de Đắk Glong), Gia Nghĩa, Dak Mam (district de Krông Nô) et d'Ea T'ling (district de Cư Jút).